# Virginia Davis
Virginia Davis (Kansas City, 31 december 1918 - Corona, 15 augustus 2009) was een Amerikaans actrice.
Davis begon in de zomer van 1923 voor de Laugh-O-Gram Studio van Walt Disney in Kansas City te werken. Zij werd ingehuurd om te acteren in de film Alice's Wonderland, die een combinatie vormde van live-action en animatie. Na de verhuizing van zijn studio's naar Los Angeles, startte Disney een reeks films, de Alice Comedies, of Alice In Cartoonland, met Davis in de hoofdrol. De laatste Alice-film was Alice in the Jungle uit 1925, toen Davis zes jaar was. Zij speelde nadien enkele kleine rollen in een paar films.

## Filmografie
- 1923: Alice's Wonderland - Alice
- 1924: Alice's Wild West Show - Alice
- 1924: Alice's Day at the Sea - Alice
- 1924: Alice's Spooky Adventure - Alice
- 1924: Alice's Fishy Story - Alice
- 1924: Alice and the Dog Catcher - Alice
- 1924: Alice the Peacemaker - Alice
- 1924: Alice Gets in Dutch - Alice
- 1924: Alice Hunting in Africa - Alice
- 1924: Alice and the Three Bears - Alice
- 1924: Alice the Piper - Alice
- 1925: Alice Cans the Cannibals - Alice
- 1925: Alice the Toreador - Alice
- 1925: Alice Gets Stung - Alice
- 1925: The Man from Red Gulch - Cissy
- 1925: Alice in the Jungle - Alice
- 1931: Street Scene - Mary Hildebrand
- 1932: Three on a Match - Mary Keaton als kind
- 1934: Murder at the Vanities - Bit Role
- 1936: College Holiday - danseres
- 1941: Week-End in Havana - danseres
- 1942: Song of the Islands
- 1942: Footlight Serenade - Chorus Girl
- 1946: The Harvey Girls - Harvey Girl